# Första eskadern
Första eskadern (1. eskadern) var en eskader inom svenska marinen som verkade i olika former åren 1951–1967. Förbandsledningen var krigsplacerad i Saxarfjärdsbasen på Rindö.

## Historik
Första eskadern sattes upp 1951 som grundutbildningsförband och krigsförband inom Kustflottan. Eskadern utformades på grundval av internationella krigserfarenheter och som resultat av kommendör Helge Strömbäcks teknisk-taktiska utredning 1942. Enligt denna skulle Kustflottans operativa anfallsförband efter kriget bestå av tre snabba (30 knop) operationsgrupper, senare benämnda eskadrar, vardera bestående av en kryssare, fyra större jagare och sex stora motortorpedbåtar samtliga av nya typer. Eskadern skulle ersätta de tidigare pansarskepps- och jagardivisionerna som huvudstridsförband inom Kustflottan.
Två lätta kryssare typ Tre Kronor och två så kallade landskapsjagare typ Öland befann sig redan under byggnad som resultat av Försvarsbeslut 1942. Efter kriget fattades beslut om att inte bygga den tredje kryssaren, utan denna skulle i stället ersättas av fyra större så kallade ”pansarjagare”. Någon beställning av sådana fartyg gjordes dock aldrig. Däremot beställdes först två landskapsjagare typ Halland sedan fyra landskapsjagare typ Östergötland och slutligen ytterligare två landskapsjagare typ Halland (varav de två sista avbeställdes till följd av försvarsbeslutet 1958) och dessutom tolv torpedbåtar typ Plejad. Det faktiska antalet levererade fartyg innebar därmed att den tredje eskadern aldrig kunde utrustas som avsetts, utan den kom i stället att för en period utgöras av befintliga krigsförband avsedda för Västkustens marinkommando (MKV).
Med början 1948 prövades den nya eskadertaktiken med en ny kryssare, två nya landskapsjagare, äldre stadsjagare och befintliga motortorpedbåtar. Först 1956 hade tillräckligt antal fartyg av rätt typ levererats för att medge övning i en komplett eskader enligt plan. 1959 hade totalt två kryssare, åtta landskapsjagare och tolv torpedbåtar levererats och förbandssatts. Redan 1956 infördes dock den nya organisationen jagarflottiljen vilken kom att ersätta eskadern. Till följd av försvarsbeslutet 1958 avvecklades grundutbildningsförbandet 1959 och krigsförbandet 1967. Krigsförbandets uppgifter övertogs av Första jagarflottiljen.

## Verksamhet
Eskadern kunde lösa följande marina företagstyper (sjömilitära uppgifter):

- Anfallsföretag
- Ubåtsjaktföretag
- Mineringsföretag
- Eskortföretag
- Spaningsföretag

## Materiel vid förbandet
Huvudstridsmedel var tung (53 cm) torped, medelsvårt (15 och 12 cm) och lätt (40 och 57 mm) allmålsartilleri, antiubåtsraketer och anitubåtsgranater, sjunkbomber samt minor.

## Ingående enheter

### Fredsorganisationen
- Chefen Första eskadern med stab ingick som del i Kustflottan
- HMS Tre Kronor (1951, 1953–1958),  HMS Göta Lejon (1952, 1958-1959)
- 1. jagardivisionen om två-tre jagare

Eskaderstaben bestod av eskaderchef, eskaderadjutanter, eskaderingenjör. Staben var sjögående med placering ombord på kryssaren. Förbanden bemannades av värnpliktig personal från hela Sverige, men med koncentration till Mälardalen och Sydsverige.

### Krigsorganisationen
| Åren 1951–1955 - Chefen Första eskadern med stab - HMS Göta Lejon - Dessutom normalt en jagardivision, till exempel 1. jagardivisionen: - J 16 HMS Öland - J 11 HMS Visby - J 13 HMS Hälsingborg - Samt en division motortorpedbåtar, till exempel 1. motortorpedbåtsdivisionen: - 6x motortorpedbåtar typ T26. | Åren 1956–1967 - Chefen första eskadern med stab - HMS Göta Lejon - Första jagarflottiljen |

## Förläggningar och övningsplatser
Första eskadern var i krigsorganisationen baserad i Saxarfjärdsbasen (SaxB), Ostkustens marinkommando (MKO) som del i Kustflottan.

## Förbandschefer
Förbandschefen titulerades eskaderchef och hade tjänstegraden kommendör.

- 1951–1953: ???
- 1953–1954: Kommendör Sigurd Lagerman
- 1954–1955: Kommendör Harry Bong
- 1955–1959: ???
- 1959–1961: Kommendör Bertil Berthelsson [c]

## Namn, beteckning och förläggningsort
| Första eskadern (F) | 1951-??-?? | – | 1958-??-?? |
| Första eskadern (K) | 1951-??-?? | – | 1967-??-?? |

| 1. eskadern (F) | 1951-??-?? | – | 1958-??-?? |
| 1. eskadern (K) | 1951-??-?? | – | 1967-??-?? |

| Saxarfjärdsbasen | 1951-??-?? | – | 1967-??-?? |